# Leo Larson
Leonard "Leo" Larson (data de nascimento e morte desconhecidos) foi um ciclista olímpico estadunidense. Representou sua nação nos Jogos Olímpicos de Verão de 1904.